# Surge
Surge és una pel·lícula de thriller britànica del 2020, dirigida per Aneil Karia a partir d'un guió del mateix Karia, Rupert Jones i Rita Kalnejasis. És protagonitzada per Ben Whishaw, Ellie Haddington, Ian Gelder i Jasmine Jobson. S'ha doblat i subtitulat al català.
Es va exhibir per primer cop al Festival de Cinema de Sundance el 26 de gener de 2020 i es va estrenar al Regne Unit el 28 de maig de 2021, a carrec de la distribuïdora Vertigo Releasing.